# Venture for America
Venture for America (VFA) — американская некоммерческая организация и наименование стипендии со штаб-квартирой в Нью-Йорке. Ее миссия, основанная Эндрю Янгом в 2011 году, заключается в том, чтобы «оживить американские города и сообщества с помощью предпринимательской деятельности», обучая недавних выпускников и молодых специалистов работе в стартапах в развивающихся городах на всей территории Соединенных Штатов Америки.

## История
Основатель Venture for America Эндрю Янг
В первый год, 2012 год, Venture for America разместила 40 стипендиатов в пяти городах: Цинциннати, Детройт, Лас-Вегас, Новый Орлеан и Провиденс.
В 2013 году были добавлены Балтимор, Кливленд и Филадельфия, и около 70 человек были размещены.
В 2014 году было размещено более 100 стипендиатов и добавлены ещё четыре города — Колумбус, Майами, Сан-Антонио и Сент-Луис.
В 2015 году организация добавила Бирмингема, Шарлотты, Денвера и Питтсбурга и разместила более 120 стипендиатов.
В 2016 году был выпущен документальный фильм о Venture for America под названием Generation Startup, режиссёром которого стали Синтия Уэйд, лауреат премии Оскар и Шерил Миллер Хаузер. 2016 также увидел добавление Атланта и Нэшвилл вместе с почти 170 размещенных стипендиатов.
В 2017 году VFA расширился до Канзас-Сити и разместил около 180 стипендиатов. В середине 2017 года Эндрю Янг ушел с поста генерального директора компании. 6 ноября 2017 года Янг начал свою президентскую кампанию в 2020 году.

## Подход
Venture for America набирает недавних выпускников колледжей для работы в различных стартап-отраслях или смежных отраслях венчурного финансирования в течение двух лет в городах с ограниченными возможностями, по всей территории Соединенных Штатов. Цель программы состоит в том, чтобы её стипендиаты создавали рабочие места, в конечном итоге занимая руководящие должности в своих первоначальных компаниях и нанимая новых сотрудников или создавая собственные компании, которые затем будут нанимать людей.
Venture for America принимает от 10 % до 18 % от всего количества кандидатов. После принятия в программу, все стипендиаты посещают пятинедельную программу обучения в Детройте, штат Мичиган. Там стипендиаты учатся у инвесторов, венчурных капиталистов у принимающих компаниях. Навыки, которые они изучают, включают: веб-дизайн, предпринимательство и публичные выступления.
Затем стипендиаты размещаются в городах как Балтимор, Детройт и Сан-Антонио, чтобы работать в таких стартапах, как инновации в образовании, биотехнологии, венчурные компании, СМИ и чистые технологии. С 2012 года Venture for America подготовила более 700 стипендиатов, которые работали в 18 городах.

## Критика
Первоначально VFA стремился создать 100 000 рабочих мест к 2025 году. Критики организации отметили, что VFA ещё не создал 4000 рабочих мест. В июне 2019 года Теодор Шлейфер из Vox написал, что положительная ранняя реклама VFA может быть приписана маркетинговым усилиям Эндрю Янга. Янг оправдал свою цель создания 100 000 рабочих мест, сказав: «Чтобы организации имели очень высокий потолок, нужно очень и очень агрессивно ставить цели». Шлейфер также утверждает, что VFA не может помочь жителям, живущим во внутренних городах, потому что «Янг думал о том, как исправить внутренние города через призму [богатых доноров], а не прислушиваться к тому, что хочет община».

## Справочные материалы
1. ^ «Страсть к прибыли: молодые гурманы делятся историями успеха». Опубликовано: 17 ноября 2016 г.
2. ^ б с «Нет шестизначной оплаты, но есть разница». Опубликовано: 10 октября 2016 г.
3. ^ б «Венчурное обучение помогает предпринимателям добиться успеха». Опубликовано: 10 октября 2016 г.
4. ^ «Предприятие для Америки направит 100 лучших выпускников колледжей в течение следующих пяти лет для поддержки стартапов в Детройте и Кливленде». Опубликовано: 7 января 2019 г.
5. ^ «Венчурный проект для Америки» в Майами. Опубликовано: 17 ноября 2016 г.
6. ^ «Поколение стартапов: молодые предприниматели находятся в центре внимания нового документального фильма». Опубликовано: 7 января 2019 г.
7. ^ "Как Banza, стартап макаронных изделий нута, процветает от внимания. Опубликовано: 7 января 2019 г.
8. ^ «Эндрю Ян уходит с поста генерального директора Venture for America». Опубликовано: 7 января 2019 г.
9. ^ «Эндрю Ян уходит в отставку от совета директоров Venture for America». Предприятие для Америки. Опубликовано: 7 января 2019 г.
10. ^ Циммерман, Эйлин (18 июля 2011 г.). «Учим Америку для предпринимателей?», Inc. Опубликовано:10 октября 2016 г.
11. ^ «Предприятие для Америки — наймите товарища». Предприятие для Америки. Опубликовано: 28 апреля 2019 г.
12. ^ «Предприятие для Америки: предпринимательские стипендии для выпускников колледжей, с генеральным директором Эндрю Янгом». Большое Думаю. 19 октября 2014 г. Опубликовано: 10 октября 2016 г. 13.^ Шварц, Ариэль (20 июля 2011 г.). «Предприятие для Америки сделает для предпринимательства то, что учат для Америки, делает для образования». Быстрая Компания. Опубликовано: 10 октября 2016 г. 14. ^ «Предприятие для Америки — наше влияние». Предприятие для Америки. Опубликовано:7 января 2019 г. 15. ^ «Представляя предприятие для Америки — Как создать 100 000 рабочих мест». Предприятие для Америки. 2011-07-19. Опубликовано: 2019-12-12. 16.^ Шлейфер, Теодор (2019-06-13). «Эндрю Ян обещает оживить Америку. Его некоммерческая организация тоже пыталась, но не смогла». Vox. Опубликовано: 2019-12-12.